# Liste der denkmalgeschützten Objekte in Bad Radkersburg
Die Liste der denkmalgeschützten Objekte in Bad Radkersburg enthält die 79 denkmalgeschützten, unbeweglichen Objekte der Gemeinde Bad Radkersburg im steirischen Bezirk Südoststeiermark.

## Denkmäler
| Foto  |                 | Denkmal | Standort                                                          | Beschreibung | Metadaten |
| ----- | --------------- | --- | ----------------------------------------------------------------- | --- | --- |
| ja    | Datei hochladen | Bildstock, Pestkreuz HERIS-ID: 9605 Objekt-ID: 5581                                                                                    | Standort KG: Dedenitz                                             | | BDA-Hist.: Q38041437 Status: § 2a Stand der BDA-Liste: 2025-06-30 Name: Bildstock, Pestkreuz GstNr.: 636 Pestkreuz, Dedenitz |
| ja    | Datei hochladen | Teilbereich der Kuruzzenschanze HERIS-ID: 206281seit 2020                                                                              | Standort KG: Dedenitz                                             | Die Befestigungsanlage (Erdwall mit Palisaden und kleinen Forts) wurde in den Jahren 1703/04 erbaut und bis zum Ende des 18. Jahrhunderts betrieben. Der Wall sollte die kaiserlichen Truppen der Habsburger im Kampf gegen die Kuruzzen unterstützen – bäuerliche Aufständische aus Ungarn im Gefolge des Aufstandes von Franz II. Rákóczi (1704–1711) – und den Zugang von Ungarn nach Wien sperren. | BDA-Hist.: Q105658386 Status: Bescheid Stand der BDA-Liste: 2025-06-30 Name: Teilbereich der Kuruzzenschanze GstNr.: 852, 897, 898, 899, 855, 901, 902, 849, 904, 905, 906, 907, 895, 903, 863, 900, 856, 896, 912 Kuruzzenschanze, Austria |
| ja    | Datei hochladen | Dorfkreuz bzw. Bildstock HERIS-ID: 58033 Objekt-ID: 68464                                                                              | bei Goritz bei Radkersburg 67 Standort KG: Goritz bei Radkersburg | | BDA-Hist.: Q38080086 Status: Bescheid Stand der BDA-Liste: 2025-06-30 Name: Dorfkreuz bzw. Bildstock GstNr.: 661 Dorfkreuz, Goritz bei Radkersburg |
| ja    | Datei hochladen | Grabdenkmal/Epitaph, Kamniker-Grabmal HERIS-ID: 9608 Objekt-ID: 5585                                                                   | Standort KG: Goritz bei Radkersburg                               | Ehrengrabmal für Kamniker: für Franz Kamniker (1870–1928), Dr. der gesamten Heilkunde und Bürgermeister von Bad Radkersburg, Vorkämpfer, Hüter und Führer, Ehrenbürger und Stolz der Stadt. Und Christine Kamniker (1875–1946) Ehrenbürgerin der Stadt Radkersburg. Gestaltung Architekt Rudolf Hofer und Bildhauer Hans Mauracher. | BDA-Hist.: Q38041493 Status: § 2a Stand der BDA-Liste: 2025-06-30 Name: Grabdenkmal/Epitaph, Kamniker-Grabmal GstNr.: 529/1 Kamniker grave, Radkersburg Umgebung |
| ja    | Datei hochladen | Hügelgräberfeld Hutweide HERIS-ID: 11919 Objekt-ID: 8046                                                                               | Hutweide Standort KG: Hummersdorf                                 | Im Hügelgräberfeld „Hutweide“ sind noch 24 Grabhügel gut erhalten. Die Tumuli erreichen eine Höhe von bis zu vier Metern. | BDA-Hist.: Q38116851 Status: Bescheid Stand der BDA-Liste: 2025-06-30 Name: Hügelgräberfeld Hutweide GstNr.: 120, 109, 108, 113, 119, 114 |
| ja    | Datei hochladen | Kriegerdenkmal HERIS-ID: 9602 Objekt-ID: 5578                                                                                          | bei Zeltingerstraße 71 Standort KG: Laafeld                       | Die Kriegergedächtniskapelle für die Gefallenen des Zweiten Weltkrieges wurde nach Art eines mittelalterlichen Karners 1960–1961 erbaut. Sie steht auf dem Soldatenfriedhof beim evangelischen Friedhof. Innen befindet sich die signierte und datierte Wandmalerei des Grazer Malers August Raidl aus dem Jahr 1961 in der Tradition von Totentanz-Darstellungen, sie gibt den Tod in der Gestalt eines Soldaten neben alltäglichen Tätigkeiten wieder. Darüber ein Schriftband mit einem Zitat von Albrecht Goes: „Mit uns, wir essen und wir trinken, wir arbeiten und feiern, sitzen immer die Toten zu Tisch“.                                                                                       | BDA-Hist.: Q38041400 Status: § 2a Stand der BDA-Liste: 2025-06-30 Name: Kriegerdenkmal GstNr.: 1366/1 |
| ja    | Datei hochladen | Teilbereich der Kuruzzenschanze HERIS-ID: 206279seit 2020                                                                              | Standort KG: Laafeld                                              | Die Befestigungsanlage (Erdwall mit Palisaden und kleinen Forts) wurde in den Jahren 1703/04 erbaut und bis zum Ende des 18. Jahrhunderts betrieben. Der Wall sollte die kaiserlichen Truppen der Habsburger im Kampf gegen die Kuruzzen unterstützen – bäuerliche Aufständische aus Ungarn im Gefolge des Aufstandes von Franz II. Rákóczi (1704–1711) – und den Zugang von Ungarn nach Wien sperren. | BDA-Hist.: Q107870426 Status: Bescheid Stand der BDA-Liste: 2025-06-30 Name: Teilbereich der Kuruzzenschanze GstNr.: 912, 914 Kuruzzenschanze, Austria |
| ja    | Datei hochladen | Lokschuppen und Gütermagazin des Bahnhofes Bad Radkersburg HERIS-ID: 7397 Objekt-ID: 3331                                              | Bahnhofstraße 42 Standort KG: Radkersburg                         | | BDA-Hist.: Q37960584 Status: Bescheid Stand der BDA-Liste: 2025-06-30 Name: Lokschuppen und Gütermagazin des Bahnhofes Bad Radkersburg GstNr.: .345, 605 Bahnhof Bad Radkersburg |
| ja    | Datei hochladen | Bürgerhaus HERIS-ID: 57458 Objekt-ID: 67541                                                                                            | Dechanthofgasse 1 Standort KG: Radkersburg                        | | BDA-Hist.: Q38076616 Status: Bescheid Stand der BDA-Liste: 2025-06-30 Name: Bürgerhaus GstNr.: .17 |
| ja    | Datei hochladen | Landeskrankenhaus HERIS-ID: 7398 Objekt-ID: 3332                                                                                       | Dr. Schwaiger-Straße 1 Standort KG: Radkersburg                   | | BDA-Hist.: Q37960602 Status: § 2a Stand der BDA-Liste: 2025-06-30 Name: Landeskrankenhaus GstNr.: .329 Landeskrankenhaus Bad Radkersburg |
| ja    | Datei hochladen | Ehemaliges Zeughaus, Stadtmuseum HERIS-ID: 7280 Objekt-ID: 3201                                                                        | Emmenstraße 9 Standort KG: Radkersburg                            | Das ehemalige Zeughaus wurde 1588 zugleich mit dem Provianthaus in der Langgasse 42 erbaut. Die beiden Gebäude sind durch Höfe miteinander verbunden. Im Hof zweigeschoßige Säulenarkaden. Die Fassade mit zwei seitlichen 3/8-Erkervorbauten und einem Rustikaportal wurde 1798 erneuert. Seit 1954 dient das Haus als Stadtmuseum. | BDA-Hist.: Q19309460 Status: § 2a Stand der BDA-Liste: 2025-06-30 Name: Ehemaliges Zeughaus, Stadtmuseum GstNr.: .56/2 Zeughaus, Bad Radkersburg |
| ja    | Datei hochladen | Bürgerhaus HERIS-ID: 57459 Objekt-ID: 67542                                                                                            | Emmenstraße 13 Standort KG: Radkersburg                           | Spätgotischer Baukern aus dem frühen 16. Jahrhundert mit Säulenarkaden im Erdgeschoß (1990 freigelegt). Hofseitig spätbarocke Pfeilerarkaden, im Inneren zum Teil spätgotische Gewölbe. | BDA-Hist.: Q38076627 Status: Bescheid Stand der BDA-Liste: 2025-06-30 Name: Bürgerhaus GstNr.: .58 Emmenstraße 13 (Bad Radkersburg) |
| ja    | Datei hochladen | Mittelschule (vorm. Hauptschule), Palais Nadasdy HERIS-ID: 7287 Objekt-ID: 3209                                                        | Emmenstraße 19 Standort KG: Radkersburg                           | | BDA-Hist.: Q37956443 Status: § 2a Stand der BDA-Liste: 2025-06-30 Name: Mittelschule (vorm. Hauptschule), Palais Nadasdy GstNr.: .78, 80 Palais Nadasdy |
| ja    | Datei hochladen | Bürgerhaus HERIS-ID: 7292 Objekt-ID: 3214                                                                                              | Frauenplatz 5 Standort KG: Radkersburg                            | | BDA-Hist.: Q37956630 Status: § 2a Stand der BDA-Liste: 2025-06-30 Name: Bürgerhaus GstNr.: .155 |
| ja    | Datei hochladen | Kath. Filialkirche Maria Hilf/Frauenkirche mit Mauerzug HERIS-ID: 7288 Objekt-ID: 3210                                                 | Frauenplatz 10 Standort KG: Radkersburg                           | → Hauptartikel : Frauenkirche Bad Radkersburg f1 | BDA-Hist.: Q18759490 Status: § 2a Stand der BDA-Liste: 2025-06-30 Name: Kath. Filialkirche Maria Hilf/Frauenkirche mit Mauerzug GstNr.: .129, 97 Frauenkirche Bad Radkersburg |
| ja    | Datei hochladen | Puch-Gedenkstätte, ehem. Lehrlingswerkstätte von Johann Puch HERIS-ID: 7294 Objekt-ID: 3216                                            | Grazertorplatz 12 Standort KG: Radkersburg                        | Hier ging der Fahrzeugbauer und Werksgründer Johann Puch in die Schlosserlehre. Das Gebäude ist mit 1796 bezeichnet und seit 1960 Puch-Gedenkstätte mit einem Sgraffito von Dina Kerciku. | BDA-Hist.: Q37956737 Status: § 2a Stand der BDA-Liste: 2025-06-30 Name: Puch-Gedenkstätte, ehem. Lehrlingswerkstätte von Johann Puch GstNr.: .193 Puch Gedenkstätte |
| ja    | Datei hochladen | Amtsgebäude, ehem. Sparkasse HERIS-ID: 7295 Objekt-ID: 3217seit 2013                                                                   | Grazertorplatz 15 Standort KG: Radkersburg                        | Das Gebäude wurde 1896 von Leopold Theyer errichtet. | BDA-Hist.: Q37956791 Status: Bescheid Stand der BDA-Liste: 2025-06-30 Name: Amtsgebäude, ehem. Sparkasse GstNr.: .261 Finanzamt Bad Radkersburg |
| ja    | Datei hochladen | Siegesdenkmal der Roten Armee HERIS-ID: 7296 Objekt-ID: 3218                                                                           | bei Grazertorplatz 15 Standort KG: Radkersburg                    | Das Denkmal stammt aus dem Jahre 1945, die Kriegergruppe schuf Wilhelm Gösser. Bis 1959 stand das Denkmal auf dem Hauptplatz. | BDA-Hist.: Q37956854 Status: § 2a Stand der BDA-Liste: 2025-06-30 Name: Siegesdenkmal der Roten Armee GstNr.: 2 Siegesdenkmal der Roten Armee |
| ja    | Datei hochladen | Mariensäule HERIS-ID: 7254 Objekt-ID: 3159                                                                                             | vor Hauptplatz 5 Standort KG: Radkersburg                         | Die Mariensäule auf dem Hauptplatz wurde laut Inschrift um 1680 anlässlich einer Pestepidemie gestiftet. Die vier Figuren stammen aus dem Jahre 1766. Die Säule wurde 1952 restauriert. | BDA-Hist.: Q37954503 Status: § 2a Stand der BDA-Liste: 2025-06-30 Name: Mariensäule GstNr.: 337/6 Mariensäule Bad Radkersburg |
| ja    | Datei hochladen | Rathaus HERIS-ID: 7255 Objekt-ID: 3160                                                                                                 | Hauptplatz 1 Standort KG: Radkersburg                             | Das Rathaus aus dem 15. bis 17. Jahrhundert trägt eine Fassade aus dem 19. Jahrhundert. Der achteckige Uhrturm ist in seinen drei unteren Geschoßen spätgotisch mit zwischen den Eckdiensten eingespannten Kielbogen und einer abschließend vorkragenden Galerie. Die oberen Geschoße des Turms und dessen Zwiebelhelm wurden nach dem Stadtbrand von 1806 durch Johann Michael Schmidt erbaut. Der Raum im Erdgeschoß wurde in eine Kriegergedächtnisstätte umgebaut, die Außengestaltung erfolgte 1928 durch Hans Mauracher und Rudolf Hofer (1894–1956), innen mit Mosaiken von Fritz Silberbauer aus dem Jahre 1958. Im darüberliegenden Turmzimmer Fresken von Fritz Silberbauer aus dem Jahre 1928. | BDA-Hist.: Q18901028 Status: Bescheid Stand der BDA-Liste: 2025-06-30 Name: Rathaus GstNr.: .104 Rathaus Bad Radkersburg |
| ja    | Datei hochladen | Bürgerhaus, Johannes-Aquila-Handwerkshof (Haus Nr. 2) HERIS-ID: 7256 Objekt-ID: 3161                                                   | Hauptplatz 2 Standort KG: Radkersburg                             | Das Haus mit einem Laubengang stammt aus der 1. Hälfte des 16. Jahrhunderts, die Fassade aus der Zeit um 1800, darin eine Marienfigur von Johann Prandner, die mit 1668 datiert ist. | BDA-Hist.: Q19288436 Status: § 2a Stand der BDA-Liste: 2025-06-30 Name: Bürgerhaus, Johannes-Aquila-Handwerkshof (Haus Nr. 2) GstNr.: .136 Hauptplatz 2 Bad Radkersburg |
| ja    | Datei hochladen | Bürgerhaus HERIS-ID: 57717 Objekt-ID: 67994                                                                                            | Hauptplatz 3 Standort KG: Radkersburg                             | Bürgerhaus mit Pfeiler- und Säulenarkaden aus der 1. Hälfte des 16. Jahrhunderts. | BDA-Hist.: Q38078128 Status: Bescheid Stand der BDA-Liste: 2025-06-30 Name: Bürgerhaus GstNr.: .105 |
| ja    | Datei hochladen | Bürgerhaus, Johannes-Aquila-Handwerkshof (Haus Nr. 4) HERIS-ID: 7257 Objekt-ID: 3163                                                   | Hauptplatz 4 Standort KG: Radkersburg                             | | BDA-Hist.: Q37954578 Status: § 2a Stand der BDA-Liste: 2025-06-30 Name: Bürgerhaus, Johannes-Aquila-Handwerkshof (Haus Nr. 4) GstNr.: .135 Hauptplatz 4 Bad Radkersburg |
| ja    | Datei hochladen | Bürgerhaus, Stammhaus der Familie Kodolitsch HERIS-ID: 58472 Objekt-ID: 69155                                                          | Hauptplatz 5 Standort KG: Radkersburg                             | Bürgerhaus mit Pfeiler- und Säulenarkaden aus der 1. Hälfte des 16. Jahrhunderts, Erdgeschoßlauben. | BDA-Hist.: Q38083639 Status: Bescheid Stand der BDA-Liste: 2025-06-30 Name: Bürgerhaus, Stammhaus der Familie Kodolitsch GstNr.: .106 |
| ja    | Datei hochladen | Bürgerhaus HERIS-ID: 56476 Objekt-ID: 65933                                                                                            | Hauptplatz 6 Standort KG: Radkersburg                             | Das Haus wurde im 1. Viertel des 16. Jahrhunderts erbaut, im Hof ein Schulterbogenportal. Die Fassade mit einer Gliederung durch Pilaster und mit Stuckzier entstand gegen 1700. | BDA-Hist.: Q38072665 Status: Bescheid Stand der BDA-Liste: 2025-06-30 Name: Bürgerhaus GstNr.: .134 Hauptplatz 6 Bad Radkersburg |
| ja    | Datei hochladen | Bürgerhaus HERIS-ID: 56414 Objekt-ID: 65861                                                                                            | Hauptplatz 7 Standort KG: Radkersburg                             | Im Kern stammt das Bürgerhaus aus dem 15. bis 16. Jahrhundert, innen Reste eines Arkadenhofs. Bemerkenswertes Portal aus der 1. Hälfte des 18. Jahrhunderts. | BDA-Hist.: Q38072047 Status: Bescheid Stand der BDA-Liste: 2025-06-30 Name: Bürgerhaus GstNr.: .107 Hauptplatz 7 Bad Radkersburg |
| ja    | Datei hochladen | Bürgerhaus HERIS-ID: 56475 Objekt-ID: 65932                                                                                            | Hauptplatz 8 Standort KG: Radkersburg                             | | BDA-Hist.: Q38072655 Status: Bescheid Stand der BDA-Liste: 2025-06-30 Name: Bürgerhaus GstNr.: .133 Hauptplatz 8 Bad Radkersburg |
| ja    | Datei hochladen | Bürgerhaus, Stammhaus der Eggenberger" HERIS-ID: 7258 Objekt-ID: 3168                                                                  | Hauptplatz 9 Standort KG: Radkersburg                             | Das Stammhaus der Eggenberger stammt aus der 2. Hälfte des 16. Jahrhunderts, zwei Fensterachsen sind risalitartig vorgezogen, mit Lauben im Erdgeschoß. | BDA-Hist.: Q37954737 Status: Bescheid Stand der BDA-Liste: 2025-06-30 Name: Bürgerhaus, Stammhaus der Eggenberger" GstNr.: .108 Hauptplatz 9 Bad Radkersburg |
| ja    | Datei hochladen | Altes Rathaus, Zehnerhaus HERIS-ID: 7259 Objekt-ID: 3169                                                                               | Hauptplatz 10 Standort KG: Radkersburg                            | Das alte Rathaus wurde von 1607 bis 1612 von Domenico Gallo und Antonio Piazzo mit dreiteiligen Rundbogenfenstern erbaut. Die Einfahrtshalle und die Pfeilerarkaden im Hof stammen aus der Zeit um 1800. | BDA-Hist.: Q37954837 Status: § 2a Stand der BDA-Liste: 2025-06-30 Name: Altes Rathaus, Zehnerhaus GstNr.: .132/1 Zehnerhaus Bad Radkersburg |
| ja    | Datei hochladen | Bürgerhaus HERIS-ID: 57366 Objekt-ID: 67348                                                                                            | Hauptplatz 11 Standort KG: Radkersburg                            | | BDA-Hist.: Q38076210 Status: Bescheid Stand der BDA-Liste: 2025-06-30 Name: Bürgerhaus GstNr.: .109 Hauptplatz 11 Bad Radkersburg |
| ja    | Datei hochladen | Bürgerhaus, Wurmbrandhaus HERIS-ID: 7260 Objekt-ID: 3171                                                                               | Hauptplatz 12 Standort KG: Radkersburg                            | Das Wurmbrandhaus entstand am Ende des 16. Jahrhunderts, es hat ein Rustikaportal einen Renaissance-Erker, sowie Pfeilerarkaden im Hof. Der Gang im Obergeschoß ist mit einem Stichkappengewölbe auf Renaissance-Konsolen ausgestattet. | BDA-Hist.: Q37954902 Status: Bescheid Stand der BDA-Liste: 2025-06-30 Name: Bürgerhaus, Wurmbrandhaus GstNr.: .131 Wurmbrandhaus Hauptplatz 12 Bad Radkersburg |
| ja    | Datei hochladen | Bürgerhaus HERIS-ID: 58473 Objekt-ID: 69156                                                                                            | Hauptplatz 13 Standort KG: Radkersburg                            | | BDA-Hist.: Q38083649 Status: Bescheid Stand der BDA-Liste: 2025-06-30 Name: Bürgerhaus GstNr.: .110 |
| ja    | Datei hochladen | Ehem. Artilleriekaserne HERIS-ID: 7261 Objekt-ID: 3173                                                                                 | Hauptplatz 14 Standort KG: Radkersburg                            | | BDA-Hist.: Q37954925 Status: § 2a Stand der BDA-Liste: 2025-06-30 Name: Ehem. Artilleriekaserne GstNr.: .130 |
| ja    | Datei hochladen | Bürgerhaus HERIS-ID: 57647 Objekt-ID: 67891                                                                                            | Hauptplatz 15 Standort KG: Radkersburg                            | | BDA-Hist.: Q38077640 Status: Bescheid Stand der BDA-Liste: 2025-06-30 Name: Bürgerhaus GstNr.: .111 |
| ja    | Datei hochladen | Bürgerhaus, zwei Flügelbauten des Frauentores HERIS-ID: 57362 Objekt-ID: 67344                                                         | Hauptplatz 16 Standort KG: Radkersburg                            | | BDA-Hist.: Q38076182 Status: Bescheid Stand der BDA-Liste: 2025-06-30 Name: Bürgerhaus, zwei Flügelbauten des Frauentores GstNr.: .128/2, 128/3 |
| ja    | Datei hochladen | Grenzstein HERIS-ID: 7263 Objekt-ID: 3177                                                                                              | bei Hauptplatz 16 Standort KG: Radkersburg                        | Der ehemalige Stadtgrenzstein von 1829 zeigt eine reliefierte Darstellung des Radkersburger Wappens (achtspeichiges Rad). Seit 1970 ist er im Durchgang des Frauentores aufgestellt. | BDA-Hist.: Q37955035 Status: § 2a Stand der BDA-Liste: 2025-06-30 Name: Grenzstein GstNr.: .128/4 |
| ja    | Datei hochladen | Frauentor HERIS-ID: 7262 Objekt-ID: 3176                                                                                               | bei Hauptplatz 16 Standort KG: Radkersburg                        | | BDA-Hist.: Q37954976 Status: Bescheid Stand der BDA-Liste: 2025-06-30 Name: Frauentor GstNr.: .128/4 Frauentor Bad Radkersburg |
| ja    | Datei hochladen | Bürgerhaus HERIS-ID: 57646 Objekt-ID: 67890                                                                                            | Hauptplatz 18 Standort KG: Radkersburg                            | | BDA-Hist.: Q38077629 Status: Bescheid Stand der BDA-Liste: 2025-06-30 Name: Bürgerhaus GstNr.: .128/1 Hauptplatz 18 Bad Radkersburg |
| ja    | Datei hochladen | Bürgerhaus Maitzen mit Torbogen und Nebengebäude HERIS-ID: 58124 Objekt-ID: 68593                                                      | Hauptplatz 19 Standort KG: Radkersburg                            | | BDA-Hist.: Q38080601 Status: Bescheid Stand der BDA-Liste: 2025-06-30 Name: Bürgerhaus Maitzen mit Torbogen und Nebengebäude GstNr.: .113 |
| ja    | Datei hochladen | Bürgerhaus HERIS-ID: 56474 Objekt-ID: 65931                                                                                            | Hauptplatz 24 Standort KG: Radkersburg                            | | BDA-Hist.: Q38072643 Status: Bescheid Stand der BDA-Liste: 2025-06-30 Name: Bürgerhaus GstNr.: .125 Hauptplatz 24 Bad Radkersburg |
| ja    | Datei hochladen | Bürgerhaus HERIS-ID: 57461 Objekt-ID: 67545                                                                                            | Hauptplatz 28 Standort KG: Radkersburg                            | | BDA-Hist.: Q38076638 Status: Bescheid Stand der BDA-Liste: 2025-06-30 Name: Bürgerhaus GstNr.: .123 Hauptplatz 28 Bad Radkersburg |
| ja    | Datei hochladen | Pistorkaserne HERIS-ID: 7266 Objekt-ID: 3185                                                                                           | Hauptplatz 30 Standort KG: Radkersburg                            | Das Pistorhaus ist das ehemalige Herrschaftshaus der Alt-Ottersbacher. Gegen den Hof, im ältesten Teil, wurden im Jahre 1951 in einem Raum mit Tonnengewölbe Profanfresken aus der Zeit um 1400 freigelegt, die die Belagerung der Stadt und Jagdszenen zeigen und dem Maler und Baumeister Johannes Aquila zugeschrieben werden. Der vordere Teil des Hauses mit der Halle stammt aus dem 16. Jahrhundert. | BDA-Hist.: Q18692781 Status: § 2a Stand der BDA-Liste: 2025-06-30 Name: Pistorkaserne GstNr.: .122 Pistorkaserne |
| ja    | Datei hochladen | Dechanthof (ehem. bischöfliches Freihaus) mit ehem. Wirtschaftsgebäude, Nebengebäuden und zwei Portalen HERIS-ID: 7300 Objekt-ID: 3222 | Kirchgasse 3 Standort KG: Radkersburg                             | Der Dechanthof stammt im Kern aus dem 14. bis 15. Jahrhundert, ein Stein trägt das Datum 1598, gotische Spitzbogenfenster sind erhalten. Der Dechanthof erhielt im 3. Viertel des 18. Jahrhunderts im Zuge eines Umbaus eine neue Fassade. Außen eine Nischenfigur des Johann Nepomuk aus dem 18. Jahrhundert. Im Inneren gibt es einen Saal mit Landschaftsmalereien vom Anfang des 19. Jahrhunderts, die Matthias Schiffer zugeschrieben werden. Das schmiedeeiserne Gartenportal ist mit 1803 bezeichnet. | BDA-Hist.: Q37956932 Status: § 2a Stand der BDA-Liste: 2025-06-30 Name: Dechanthof (ehem. bischöfliches Freihaus) mit ehem. Wirtschaftsgebäude, Nebengebäuden und zwei Portalen GstNr.: .36, .35/1, 18/1 Dechantshof Bad Radkersburg |
| ja    | Datei hochladen | Kath. Stadtpfarrkirche hl. Johannes der Täufer HERIS-ID: 7298 Objekt-ID: 3220                                                          | Kirchgasse 5 Standort KG: Radkersburg                             | Die gotische Stadtpfarrkirche als Teil der westlichen Stadtmauer aus 1400 wurde spätgotisch verändert. | BDA-Hist.: Q18631072 Status: § 2a Stand der BDA-Liste: 2025-06-30 Name: Kath. Stadtpfarrkirche hl. Johannes der Täufer GstNr.: .36 Pfarrkirche hl. Johannes der Täufer, Bad Radkersburg |
| ja    | Datei hochladen | Befestigungsanlage HERIS-ID: 7402 Objekt-ID: 3336                                                                                      | Langgasse 3a Standort KG: Radkersburg                             | | BDA-Hist.: Q37960687 Status: Bescheid Stand der BDA-Liste: 2025-06-30 Name: Befestigungsanlage GstNr.: .4/5, .4/1 |
| ja    | Datei hochladen | Bürgerhaus/ehem. Heiliggeistkirche HERIS-ID: 7306 Objekt-ID: 3228                                                                      | Langgasse 6 Standort KG: Radkersburg                              | | BDA-Hist.: Q37956946 Status: Bescheid Stand der BDA-Liste: 2025-06-30 Name: Bürgerhaus/ehem. Heiliggeistkirche GstNr.: .191/1 |
| ja    | Datei hochladen | Wohn- und Geschäftshaus mit Wirtschaftsgebäude HERIS-ID: 46105 Objekt-ID: 47767                                                        | Langgasse 7 Standort KG: Radkersburg                              | | BDA-Hist.: Q38019253 Status: Bescheid Stand der BDA-Liste: 2025-06-30 Name: Wohn- und Geschäftshaus mit Wirtschaftsgebäude GstNr.: .6 |
| ja    | Datei hochladen | Bürger- und Gasthaus „Türkenloch“, Schwarz-Haus HERIS-ID: 7308 Objekt-ID: 3231                                                         | Langgasse 10 Standort KG: Radkersburg                             | Das Gebäude an der Ecke zur Murgasse stammt aus dem 16. und 17. Jahrhundert, es hat ein Rundbogenportal und reiche Sgraffitodekoration mit Laubwerkkartuschen und Engelsköpfen. Die Fassade wurde 1954 restauriert. Im Obergeschoß gibt es Stuckdecken aus dem 17. Jahrhundert. Der 1964 eröffnete „Gasthof zum Türkenloch“ ist der älteste Gastbetrieb in der Stadt. | BDA-Hist.: Q37957029 Status: Bescheid Stand der BDA-Liste: 2025-06-30 Name: Bürger- und Gasthaus „Türkenloch“, Schwarz-Haus GstNr.: .143 Türkenloch |
| ja    | Datei hochladen | Bürgerhaus HERIS-ID: 7312 Objekt-ID: 3235                                                                                              | Langgasse 14 Standort KG: Radkersburg                             | Das Bürgerhaus stammt aus der 1. Hälfte des 16. Jahrhunderts, hat ein verstäbtes Rundbogenportal und innen ein Schulterbogenportal, sowie im Erdgeschoß ein Sternrippengewölbe auf einem zentralen, achteckigen Pfeiler. Die Fassade stammt aus dem Jahr 1809. | BDA-Hist.: Q37957088 Status: Bescheid Stand der BDA-Liste: 2025-06-30 Name: Bürgerhaus GstNr.: .141 |
| ja    | Datei hochladen | Bürgerhaus HERIS-ID: 57483 Objekt-ID: 67578                                                                                            | Langgasse 22 Standort KG: Radkersburg                             | | BDA-Hist.: Q38076758 Status: Bescheid Stand der BDA-Liste: 2025-06-30 Name: Bürgerhaus GstNr.: .137 Langgasse 22, Bad Radkersburg |
| ja    | Datei hochladen | Bürgerhaus mit Teil der mittelalterlichen Stadtmauer HERIS-ID: 60020 Objekt-ID: 71801                                                  | Langgasse 23 Standort KG: Radkersburg                             | | BDA-Hist.: Q38089716 Status: Bescheid Stand der BDA-Liste: 2025-06-30 Name: Bürgerhaus mit Teil der mittelalterlichen Stadtmauer GstNr.: .13 |
| ja    | Datei hochladen | Bürgerhaus, Mohren-Apotheke HERIS-ID: 7320 Objekt-ID: 3245                                                                             | Langgasse 24 Standort KG: Radkersburg                             | | BDA-Hist.: Q37957154 Status: Bescheid Stand der BDA-Liste: 2025-06-30 Name: Bürgerhaus, Mohren-Apotheke GstNr.: .103 |
| ja    | Datei hochladen | Ehem. Palais Herberstorff (Freyspurgerhof) mit Teil der mittelalterlichen Stadtmauer HERIS-ID: 7323 Objekt-ID: 3248                    | Langgasse 27 Standort KG: Radkersburg                             | Das ehemalige Palais Herberstorff, der spätere Freyspurghof (auch Freyspurger-Hof) wurde lt. Inschrift 1583 erbaut. Der große Gebäudekomplex wurde direkt an die Stadtmauer angebaut. Der Innenhof mit dreigeschoßigen Säulenarkaden stammt von Battista della Porta de Riva. Die Fassade entstand im Jahre 1803. | BDA-Hist.: Q1252771 Status: Bescheid Stand der BDA-Liste: 2025-06-30 Name: Ehem. Palais Herberstorff (Freyspurgerhof) mit Teil der mittelalterlichen Stadtmauer GstNr.: .15, 17, 320 Palais Herberstorff |
| ja    | Datei hochladen | Wohn- und Geschäftshaus HERIS-ID: 7325 Objekt-ID: 3250                                                                                 | Langgasse 29 Standort KG: Radkersburg                             | | BDA-Hist.: Q37957258 Status: § 2a Stand der BDA-Liste: 2025-06-30 Name: Wohn- und Geschäftshaus GstNr.: .18/1 |
| ja BW | Datei hochladen | Wohn- und Geschäftshaus sowie Eiskeller HERIS-ID: 45862 Objekt-ID: 47333                                                               | Langgasse 41 Standort KG: Radkersburg                             | Das aus der 1. Hälfte des 16. Jahrhunderts stammende Gebäude hat spätgotische Pfeilerarkaden im Hof. | BDA-Hist.: Q38017906 Status: Bescheid Stand der BDA-Liste: 2025-06-30 Name: Wohn- und Geschäftshaus sowie Eiskeller GstNr.: .26 |
| ja    | Datei hochladen | Bezirksgericht, ehem. Freihof Purgstall-Neuweinsberg HERIS-ID: 36872 Objekt-ID: 35907                                                  | Langgasse 43 Standort KG: Radkersburg                             | Das Haus ist das Geburtshaus der Freifrau von Galler, geborene Wechsler, und stammt aus dem frühen 16. Jahrhundert, im Hinterhaus ist es mit 1516 datiert. Das gotische Portal ziert ein Wappen des Wechsler. Hofseitig hat das Haus gotische Pfeilerarkaden. Seit 1848 ist das Gebäude Sitz des Bezirksgerichts. | BDA-Hist.: Q37972602 Status: Bescheid Stand der BDA-Liste: 2025-06-30 Name: Bezirksgericht, ehem. Freihof Purgstall-Neuweinsberg GstNr.: .27/1 Bezirksgericht Bad Radkersburg |
| ja    | Datei hochladen | Evang. Pfarrhof HERIS-ID: 7340 Objekt-ID: 3268                                                                                         | Langgasse 49 Standort KG: Radkersburg                             | | BDA-Hist.: Q37957845 Status: § 2a Stand der BDA-Liste: 2025-06-30 Name: Evang. Pfarrhof GstNr.: .30/1 Pfarrhof Bad Radkersburg |
| ja    | Datei hochladen | Evang. Pfarrkirche A.B. (Christuskirche) HERIS-ID: 7270 Objekt-ID: 3191                                                                | Langgasse 52 Standort KG: Radkersburg                             | Die einfache, tonnengewölbte Saalkirche mit Westturm stammt aus dem Jahre 1930. | BDA-Hist.: Q18707578 Status: § 2a Stand der BDA-Liste: 2025-06-30 Name: Evang. Pfarrkirche A.B. (Christuskirche) GstNr.: .283 Evangelische Kirche Bad Radkersburg |
| ja    | Datei hochladen | Bürgerhaus, Schremmerhaus HERIS-ID: 36873 Objekt-ID: 35908                                                                             | Langgasse 55 Standort KG: Radkersburg                             | Das hakenförmige Gebäude wurde im 17. und 18. Jahrhundert an die mittelalterliche Stadtbefestigung angebaut. Schopfwalmgiebel und klassizistische Fassade, Torbogen von 1838. | BDA-Hist.: Q37972612 Status: Bescheid Stand der BDA-Liste: 2025-06-30 Name: Bürgerhaus, Schremmerhaus GstNr.: .46/1 Schremmerhaus, Bad Radkersburg |
| ja    | Datei hochladen | Straßenpflaster HERIS-ID: 10920 Objekt-ID: 6986                                                                                        | bei Murgasse 2 Standort KG: Radkersburg                           | | BDA-Hist.: Q38085477 Status: § 2a Stand der BDA-Liste: 2025-06-30 Name: Straßenpflaster GstNr.: 337/10 Straßenpflaster Bad Radkersburg |
| ja    | Datei hochladen | Bürgerhaus mit Teil der mittelalterlichen Stadtmauer HERIS-ID: 7347 Objekt-ID: 3276                                                    | Murgasse 6 Standort KG: Radkersburg                               | | BDA-Hist.: Q37958129 Status: § 2a Stand der BDA-Liste: 2025-06-30 Name: Bürgerhaus mit Teil der mittelalterlichen Stadtmauer GstNr.: .187 Murgasse 6, Bad Radkersburg |
| ja    | Datei hochladen | Bürgerhaus mit Hofgebäude und Teil der mittelalterlichen Stadtmauer HERIS-ID: 59906 Objekt-ID: 71584                                   | Murgasse 8 Standort KG: Radkersburg                               | | BDA-Hist.: Q38089110 Status: Bescheid Stand der BDA-Liste: 2025-06-30 Name: Bürgerhaus mit Hofgebäude und Teil der mittelalterlichen Stadtmauer GstNr.: .186, 117 |
| ja    | Datei hochladen | Bürgerhaus HERIS-ID: 59729 Objekt-ID: 71279                                                                                            | Murgasse 10 Standort KG: Radkersburg                              | | BDA-Hist.: Q38088471 Status: § 57-Mandatsbescheid Stand der BDA-Liste: 2025-06-30 Name: Bürgerhaus GstNr.: .185 |
| ja BW | Datei hochladen | Bürgerhaus, ehem. Gasthaus „Murstüberl“ mit Teil der mittelalterlichen Stadtmauer HERIS-ID: 7351 Objekt-ID: 3282seit 2012              | Murgasse 12 Standort KG: Radkersburg                              | | BDA-Hist.: Q37958478 Status: Bescheid Stand der BDA-Liste: 2025-06-30 Name: Bürgerhaus, ehem. Gasthaus „Murstüberl“ mit Teil der mittelalterlichen Stadtmauer GstNr.: .183, 120 |
| ja    | Datei hochladen | Wohnhaus, ehem. Gerberei HERIS-ID: 59271 Objekt-ID: 70383                                                                              | Pfarrgasse 1 Standort KG: Radkersburg                             | | BDA-Hist.: Q38086628 Status: Bescheid Stand der BDA-Liste: 2025-06-30 Name: Wohnhaus, ehem. Gerberei GstNr.: .31/2 Pfarrgasse 1 (Bad Radkersburg) |
| ja    | Datei hochladen | Wohnhaus, ehem. Wehrturm, mit Hofgebäude und Teil der mittelalterlichen Stadtmauer HERIS-ID: 7379 Objekt-ID: 3311                      | Pfarrgasse 9 Standort KG: Radkersburg                             | | BDA-Hist.: Q37959728 Status: § 2a Stand der BDA-Liste: 2025-06-30 Name: Wohnhaus, ehem. Wehrturm, mit Hofgebäude und Teil der mittelalterlichen Stadtmauer GstNr.: .39/1 |
| ja    | Datei hochladen | Musikschule, ehem. Volksschule HERIS-ID: 7380 Objekt-ID: 3312                                                                          | Pfarrgasse 10 Standort KG: Radkersburg                            | | BDA-Hist.: Q37959831 Status: § 2a Stand der BDA-Liste: 2025-06-30 Name: Musikschule, ehem. Volksschule GstNr.: .37 |
| ja    | Datei hochladen | Wohnhaus, ehem. Gefängnis HERIS-ID: 7383 Objekt-ID: 3315                                                                               | Pfarrgasse 14 Standort KG: Radkersburg                            | | BDA-Hist.: Q37960026 Status: Bescheid Stand der BDA-Liste: 2025-06-30 Name: Wohnhaus, ehem. Gefängnis GstNr.: .27/2 Gefangenenhaus Bad Radkersburg |
| ja    | Datei hochladen | Mickl-Kaserne mit ehem. Stallungen HERIS-ID: 7384 Objekt-ID: 3316                                                                      | Plaschenaustraße 1 Standort KG: Radkersburg                       | Die Kaserne wurde 1910 erbaut und nach Johann Mickl benannt. | BDA-Hist.: Q18912885 Status: § 2a Stand der BDA-Liste: 2025-06-30 Name: Mickl-Kaserne mit ehem. Stallungen GstNr.: .268/1, .268/2 Mickl-Kaserne |
| ja    | Datei hochladen | Wohnhaus HERIS-ID: 7386 Objekt-ID: 3318                                                                                                | Stadtgrabenstraße 15 Standort KG: Radkersburg                     | | BDA-Hist.: Q37960195 Status: § 2a Stand der BDA-Liste: 2025-06-30 Name: Wohnhaus GstNr.: .249 |
| ja    | Datei hochladen | Ehem. Wehrturm, Städtischer Kindergarten und Jugendherberge HERIS-ID: 7387 Objekt-ID: 3319                                             | Südtirolerplatz 6 Standort KG: Radkersburg                        | | BDA-Hist.: Q37960208 Status: § 2a Stand der BDA-Liste: 2025-06-30 Name: Ehem. Wehrturm, Städtischer Kindergarten und Jugendherberge GstNr.: 140, .167/1 Wehrturm Bad Radkersburg |
| ja    | Datei hochladen | Florianisäule HERIS-ID: 7388 Objekt-ID: 3320                                                                                           | vor Tabor 13 Standort KG: Radkersburg                             | Die Florianisäule ist mit 1774 datiert. | BDA-Hist.: Q37960302 Status: § 2a Stand der BDA-Liste: 2025-06-30 Name: Florianisäule GstNr.: 337/2 Florianisäule, Bad Radkersburg |
| ja    | Datei hochladen | Ehem. Klosterkirche der Augustiner-Eremiten und Kapuziner HERIS-ID: 36874 Objekt-ID: 35909                                             | Theatergasse 3 Standort KG: Radkersburg                           | Kirche und Kloster wurden 1395 erbaut und 1542 von den Augustiner-Eremiten verlassen. Und 1614 von den Kapuzinern übernommen und 1817 aufgehoben. Danach Nutzung als Weinkeller. | BDA-Hist.: Q19259824 Status: Bescheid Stand der BDA-Liste: 2025-06-30 Name: Ehem. Klosterkirche der Augustiner-Eremiten und Kapuziner GstNr.: .120/1, .120/4, .120/5 Augustinerkirche Bad Radkersburg |
| ja    | Datei hochladen | Stadtbefestigung (Gesamtanlage) HERIS-ID: 101746 Objekt-ID: 118090                                                                     | Standort KG: Radkersburg                                          | → Hauptartikel : Stadtbefestigung Bad Radkersburg f1 | BDA-Hist.: Q37788673 Status: § 2a Stand der BDA-Liste: 2025-06-30 Name: Stadtbefestigung (Gesamtanlage) GstNr.: .16, .187, 116, 370/1, .39/1, 20, .278, 18/1, 143/1, 143/3, 143/4, 143/5, 143/6, 140, .167/1, .36, .166/2, .166/3, 323, 18/2, .78, 80, 316, 318/6, 322/5, .192, 317/1, 317/3, 317/4, .35/1, 145/1, 145/2 City wall of Bad Radkersburg |
| ja    | Datei hochladen | Dorfkapelle Maria Hilf HERIS-ID: 46330 Objekt-ID: 48187                                                                                | gegenüber Sicheldorf 22 Standort KG: Sicheldorf                   | | BDA-Hist.: Q38020605 Status: Bescheid Stand der BDA-Liste: 2025-06-30 Name: Dorfkapelle Maria Hilf GstNr.: 173 Kapelle Sicheldorf |
| ja    | Datei hochladen | Zollwachwohn- und Wirtschaftsgebäude HERIS-ID: 9614 Objekt-ID: 5592                                                                    | Sicheldorf 56 Standort KG: Sicheldorf                             | | BDA-Hist.: Q38041619 Status: Bescheid Stand der BDA-Liste: 2025-06-30 Name: Zollwachwohn- und Wirtschaftsgebäude GstNr.: 69/4, 69/3, 69/5 |
| ja    | Datei hochladen | Grenzstein HERIS-ID: 9615 Objekt-ID: 5593                                                                                              | Standort KG: Sicheldorf                                           | Der Grenzstein stammt von der Grenzvermessung in den Jahren 1754 bis 1756, bei der die Grenze zwischen der Steiermark und dem damaligen Ungarn im Abschnitt zwischen Lafnitz und Mur markiert wurde. Die Grenzmarkierung wurde unter Maria Theresia durchgeführt. Dieser Grenzstein trägt die Jahreszahl 1756. Weitere Grenzsteine dieser Grenze befinden sich in situ in Zelting und Pölten. | BDA-Hist.: Q38041665 Status: § 2a Stand der BDA-Liste: 2025-06-30 Name: Grenzstein GstNr.: 484 |
| ja    | Datei hochladen | Bildstock HERIS-ID: 9617 Objekt-ID: 5595                                                                                               | bei Zelting 37 Standort KG: Zelting                               | | BDA-Hist.: Q38041734 Status: Bescheid Stand der BDA-Liste: 2025-06-30 Name: Bildstock GstNr.: 304/12 |
| ja    | Datei hochladen | Grenzstein HERIS-ID: 9618 Objekt-ID: 5596                                                                                              | Standort KG: Zelting                                              | Der Grenzstein stammt von der Grenzvermessung in den Jahren 1754 bis 1756, bei der die Grenze zwischen der Steiermark und dem damaligen Ungarn im Abschnitt zwischen Lafnitz und Mur markiert wurde. Die Grenzmarkierung wurde unter Maria Theresia durchgeführt. Weitere Grenzsteine dieser Grenze befinden sich in situ in Sicheldorf und Pölten. | BDA-Hist.: Q38041802 Status: § 2a Stand der BDA-Liste: 2025-06-30 Name: Grenzstein GstNr.: 566 |